# ADSL2
ADSL2 to rodzina standardów ADSL (Asymmetric Digital Subscriber Line), która została zaprojektowana by zwiększyć zasięg i przepływność linii ADSL, zwłaszcza przez osiągnięcie większej wydajności na długich liniach. Zostało to uzyskane dzięki:
- zwiększeniu wydajności w modulacji
- uzyskaniu większego zysku w kodowaniu
- redukcji narzutu informacji w ramkowaniu
- ulepszeniu maszyny stanów inicjalizacji i dostarczenia rozszerzonego algorytmu przetwarzania sygnału.

Standard ADSL2 zatwierdzono przez ITU (International Telecommunication Union) i został oznaczony jako G.992.3 (ADSL2) i G.992.4 (ADSL2 Lite). Poza ulepszeniami w przepływności i wydajności danych, technologia ADSL2 posiada takie cechy jak możliwość diagnozowania pracy połączenia, dynamiczne sterowanie przepływnością połączenia czy też energooszczędny tryb pracy – standby.

## Różnice między ADSL2 a ADSL oraz możliwości
Technologia DSL wykorzystuje istniejącą już miedzianą instalację telefoniczną do świadczenia usług szybszego transferu danych niż połączenie dial-up. Mimo iż standard jest szeroko rozpowszechniony posiada on jednak kilka wad. Na długich liniach abonenckich niemożliwe jest dostarczanie jednakowych osiągów, w związku z tym użytkownik, który znajduje się bliżej koncentratora ADSL ma z niego więcej korzyści niż inny użytkownik znajdujący się dużo dalej od niego. By rozwiązać ten problem i zwiększyć przepływność bitów oraz zasięg (READSL2) a także by usunąć inne wady takie jak diagnostyka pętli abonenckiej czy OAM, zdefiniowano nową wersję standardu zwanego ADSL2.

### Ramkowanie
Jedną z dużych zmian w ADSL2 w porównaniu z ADSL jest ramkowanie, gdzie współczynnik segmentacji S, który równy jest ilości słów DMT na słowo kodowe Reed-Solomona, jest teraz bardziej elastyczny i możemy zawsze zastosować optymalną długość wektora Reed-Solomona 255 bajtów. Granice wektora Reed-Solomona i symbolu DMT nie muszą się zgadzać w ADSL2. Według standardu ADSL, wskaźnik S miał tylko dwie możliwe wartości, S równe 1, czyli brak segmentacji i S równe 1/2 co oznacza, że mamy dwa wektory Reed-Solomona w jednym słowie DMT.
W ADSL2 i ADSL2+ (G.992.5) wskaźnik S waha się od S równego 1/3 dla ADSL2+ i aż do S równego 64. Tak więc wektor Reed-Solomona może być rozpięty na kilka symboli DMT, a granice symbolu i wektora nie muszą się zgadzać. Narzut w ramkowaniu w ADSL2 wynosi od 4 Kb/s do 64 Kb/s, a w ADSL wynosi 32 Kb/s i jest stały.
W związku z tym przepływności danych w ADSL2 w kierunku downstream i upstream skalują się od 1,5 Mb/s do 15 Mb/s z obsługiwanym downstream 8 Mb/s i upstream 800 Kb/s. Architektura dopuszcza maksymalny, górny limit przepływności w kierunku downstream, czyli 15 Mb/s jest to fizyczne ograniczenie, jeśli wszystkie podnośne zostaną użyte w kierunku downstream – 255 podnośnych/symbol * 15 bitów/podnośną * 4000 symboli/s = 15.3 Mb/s.

### Modulacja
ADSL2 dostarcza lepszą modulację i wydajność w kodowaniu poprzez obowiązkowe zastosowanie kodowania Trellis, co było opcjonalne w ADSL oraz 1-bitową konstelację QAM dla podnośnych o niskim stosunku sygnału do szumu – SNR (Signal-to-Noise Ratio), co daje większą przepływność na długich liniach. W ADSL, gdy SNR był niski, dana podnośna nie była używana natomiast, ADSL2 na takiej podnośnej przenosi 1 bit danych, co daje dla podnośnej zysk 4 Kb/s (4000 symboli/s * 1 bit/podnośną). W przykładzie, gdy mamy niski SNR na 10 podnośnych: 4Kb/s * 10 podnośnych = 40Kb/s.

### Diagnostyka
ADSL2 umożliwia diagnostykę, czyli monitorowanie jakości połączenia w czasie rzeczywistym poprzez badanie poziomów sygnałów i szumów po obu stronach, co pozwala szybko ocenić możliwości techniczne oraz jego stan. Dostawcy usług sieciowych mogą używać informacji zbieranych za pomocą narzędzi diagnostycznych do monitorowania jakości połączeń ADSL2 jednocześnie wcześniej reagując na awarie. Narzędzia umożliwiają również ocenić, czy użytkownicy wykorzystują w pełni przepływności oferowane przez połączenia.

## Inne funkcje
ADSL2 oferuje również energooszczędne tryby pracy, czyli nowe opcje zarządzające trybami pracy, które pozwalają zmniejszyć pobór mocy przez urządzenia, gwarantując przy tym, że połączenie jest w każdej chwili w gotowości do pracy.
Standard 'ADSL2 umożliwia również sterowanie kanałami. Wykorzystuje przy tym mechanizmy technologii CVoDSL (Channelized Voice over DSL). Pozwala to w sposób „niewidoczny” przesyłać głos przez połączenia DSL w trybie TDM (Time Division Multiplexing), czyli multipleksowanie z podziałem czasu. CVoDSL przesyła głos w ramach warstwy fizycznej, dzięki czemu jednocześnie są świadczone usługi telefoniczne (POTS – Plain Old Telephone Service) oraz szybki dostęp do Internetu.
ADSL2 wykazuje się lepszą zgodnością, dzięki usprawnieniu inicjowania modemów. Połączenia pracują efektywniej, jest to szczególnie ważne w wypadku podłączania do systemu transceiverów produkowanych przez różnych dostawców układów scalonych.
Tryb szybkiego uruchamiania połączenia sprawia, iż czas potrzebny na zainicjowanie pracy połączenia skrócono z 10 do mniej niż 3 sekund.
All-digital (wszystko cyfrowo) jest to dodatkowy tryb, który pozwala transmitować dane w ramach tej części połączenia, które jest używane przez linię telefoniczną POTS. Pozwala on zwiększyć przepływność połączenia w kierunku abonenta do centrali o dodatkowe 256 kb/s.
Standard ADSL2 obsługuje również usługi pakietowe, czyli można transportować usługi świadczone przez sieci pakietowe takie jak Ethernet.